# Auricule de l'oreillette droite
Pour les articles homonymes, voir valve.
L'auricule de l'oreillette droite  est le prolongement antéro-supérieur de l'atrium droit du cœur.

## Structure
L'auricule de l'oreillette droite forme une poche irrégulière en continuité avec le corps de l'atrium droit recouvrant en partie la racine aortique.
Sa paroi interne est recouverte par les muscles pectinés de l'atrium droit

## Anatomie fonctionnelle
L'auricule de l'oreillette droite permet d'augmenter la capacité de remplissage de l'atrium droit et contribue à la propulsion du sang vers le ventricule droit pendant la diastole auriculaire. 

## Aspect clinique
L'auricule de l'oreillette droite peut être une zone de thrombus en cas de stagnation sanguine comme dans le cas d'une fibrillation atriale.